# Miles and Quincy Live at Montreux
Albums de Miles Davis
Miles in Paris, November 3, in zenith the 10th Paris Jazz Festival
(1989) The Complete Miles Davis at Montreux
(2002)
Miles & Quincy Live at Montreux est un album de jazz de Miles Davis et de Quincy Jones enregistré le 8 juillet 1991, mais paru en 1993, donc après le décès de Miles Davis (28 septembre 1991).

## Historique
Pour cet album Miles Davis et Quincy Jones seront lauréats d'un Grammy Award catégorie "Jazz" en 1993 : Best Large jazz ensemble Performance.

## Titres
1. Introduction par Claude Nobs et Quincy Jones – 1:23
2. Boplicity – 3:40 (A)
3. Introduction to Miles Ahead Medley – 0:09
4. Springsville – 3:34 (B)
5. Maids Of Cadiz – 3:37 (B)
6. The Duke – 4:01 (B)
7. My Ship – 4:11 (B)
8. Miles Ahead – 3:39 (B)
9. Blues For Pablo – 6:04 (B)
10. Introduction to Porgy and Bess Medley – 0:28
11. Orgone – 4:09
12. Gone, Gone, Gone – 1:48 (C)
13. Summertime – 2:54 (C)
14. Here Come De Honey Man – 3:41 (C)
15. The Pan Piper – 1:40 (D)
16. Solea – 11:44 (D)

(A) Version originale studio sur Birth of the Cool, 1949
(B) Version originale studio Miles Ahead, 1957
(C) Version originale studio Porgy and Bess, 1958
(D) Version originale studio Sketches of Spain, 1960

## Musiciens
- Solistes
  - Miles Davis (trompette)
  - Kenny Garrett (Saxophone alto)
  - Wallace Roney (trompette, bugle)
  - Manfred Schoof (trompette, bugle)
  - Ack Van Royen (trompette, bugle)
- The Gil Evans Orchestra
  - Lew Soloff (trompette)
  - Miles Evans sic (trompette)
  - Tom Malone (trombone)
  - Alex Foster (saxophones alto et soprano, flûte)
  - George Adams (Saxophone ténor, flûte)
  - Gil Goldstein (claviers)
  - Delmar Brown (Claviers)
  - Kenwood Dennard (batterie, percussions)
- The George Gruntz  Concert Jazz Band
  - Marvin Stamm (trompette, bugle)
  - John D’Earth (trompette, bugle)
  - Jack Walrath (trompette, bugle)
  - John Clark (cor)
  - Tom Varner (cor)
  - Dave Bargeron (euphonium, trombone)
  - Earl McIntyre (euphonium, trombone)
  - Dave Taylor (trombone basse)
  - Howard Johnson (tuba, saxophone baryton)
  - Sal Giorgianni (saxophone alto)
  - Bob Malach (saxophone ténor, flûte, clarinette)
  - Larry Schneider (saxophone ténor, hautbois, flûte, clarinette)
  - Jerry Bergonzi (saxophone ténor)
  - George Gruntz (piano)
  - Mike Richmond (basse)
  - John Riley (batterie, percussions)
- Musiciens additionnels du George Gruntz Concert Jazz Band
  - Manfred Schoof (trompette, bugle)
  - Ack van Royen (trompette, bugle)
  - Alex Brofsky (cor)
  - Roland Dahinden (trombone)
  - Claudio Pontiggia (cor)
  - Anne O’Brien (flûte)
  - Julian Cawdry (flûte)
  - Hanspeter Frehner (flûte)
  - Michel Weber (clarinette)
  - Christian Gavillet (clarinette basse, saxophone baryton)
  - Tilman Zahn (hautbois)
  - Dave Seghezzo (hautbois)
  - Xavier Duss (hautbois)
  - Judith Wenziker (hautbois)
  - Christian Raabe (basson)
  - Reiner Erb (basson)
  - Xenia Schindler (harpe)
  - Conrad Herwig (trombone)
  - Roger Rosenberg (clarinette basse, saxophone baryton)
- Musiciens additionnels
  - Benny Bailey (trompette, bugle)
  - Carles Benavent (basse, E-Bass)
  - Grady Tate (batterie)